# Villefranche-de-Lauragais
Villefranche-de-Lauragais (okcitansko Vilafranca de Lauragués) je naselje in občina v južnem francoskem departmaju Haute-Garonne regije Jug-Pireneji. Leta 2010 je naselje imelo 4.038 prebivalcev.

## Geografija
Naselje leži v pokrajini Languedoc ob reki Hers-Mort in kanalu du Midi, 36 km jugovzhodno od Toulousa.

## Uprava
Villefranche-de-Lauragais je sedež istoimenskega kantona, v katerega so poleg njegove vključene še občine Avignonet-Lauragais, Beauteville, Cessales, Folcarde, Gardouch, Lagarde, Lux, Mauremont, Montclar-Lauragais, Montesquieu-Lauragais, Montgaillard-Lauragais, Renneville, Rieumajou, Saint-Germier, Saint-Rome, Saint-Vincent, Trébons-sur-la-Grasse, Vallègue, Vieillevigne in Villenouvelle z 10.381 prebivalci.
Kanton Villefranche-de-Lauragais je sestavni del okrožja Toulouse.

## Zgodovina
Villefranche-de-Lauragais je bil ustanovljen kot srednjeveška bastida v 13. stoletju (pred 1270) pod toulouškim grofom Alfonzom Poitierskim.

## Zanimivosti
- cerkev Marijinega Vnebovzetja iz 13. stoletja;